# Reservofficer
En reservofficer är i Sverige en militär tjänsteman som är anställd enligt särskilda regler i Officersförordningen (2007:1268). Reservofficeren är en tillsvidareanställd militär tjänsteman i Försvarsmakten som har sin huvudsakliga sysselsättning i en annan, oftast civil, verksamhet. I dagsläget finns det omkring 6 300 reservofficerare.

## Syfte
Reservofficerssystemet syftar i första hand till att säkerställa att Försvarsmaktens krigsorganisation har tillgång till ett stort antal befäl (officerare i reserven och specialistofficerare i reserven) om det skulle uppstå behov. Reservofficerarna förväntas därutöver bidra till försvarets folkförankring.

## Utbildning
Reservofficersutbildningar genomförs från och med år 2017 som:
- Försvarsmaktens reservofficersutbildning (ROU). Utbildningen omfattar ett år och ger behörighet för att anställning som reservofficer med tjänstegraden fänrik.
- Försvarsmaktens anpassade reservofficersutbildning (AROU). Utbildningen är främst riktad mot anställda gruppbefäl och är 20 veckor lång. Den ger behörighet för anställning som reservofficer med tjänstegraden sergeant (Sverige).
- Försvarsmaktens specialistofficersutbildning (SOU). Den ger behörighet för anställning som reservofficer med tjänstegraden sergeant men används främst för blivande militärtolkar. SOU ger dock generell kvalifikation för anställning som både yrkes- och reservofficer men i båda fallen med tjänstegraden sergeant.

Alla tre utbildningarna ovan har som antagningskrav godkänd grundutbildning, varav det finns flera olika varianter. Utbildningsbenämningarna framgår av FFS 2017:3.

## Anställning
Den som har genomgått grundläggande officersutbildning inom Försvarsmakten, eller utbildning vid Försvarshögskolan som leder till en officersexamen, får anställas som reservofficer. De tre utbildningarna ovan är tre olika utbildningslinjer av grundläggande officersutbildning inom Försvarsmakten. 
De flesta reservofficerare har genomgått särskild utbildning till reservofficer men det är också vanligt att yrkesofficerare som byter till en civil arbetsgivare blir anställda som reservofficerare. Detta är dock helt frivilligt.
Försvarsmakten får också enligt 20 § i officersförordningen anställa den som inte genomgått grundläggande officersutbildning inom Försvarsmakten eller utbildning som leder till officersexamen vid Försvarshögskolan som yrkes- eller reservofficer om detta behövs för att tillgodose Försvarsmaktens behov av yrkes- eller reservofficerare med särskild kompetens. Den anställde ska då genomgå en särskild officersutbildning. Beslut av förbandschef om anställning som yrkes- eller reservofficer med stöd av 20 § fattas efter yttrande från Försvarsmaktens personalförsörjningsnämnd (FM PFN).
Det finns två typer av reservofficerare:
- Officerare i reserven (med tjänstegrader från och med fänrik).
- Specialistofficerare i reserven (med tjänstegrader från och med sergeant).

## Tjänstgöring och vidareutbildning

### Allmänt
En reservofficer är skyldig att tjänstgöra under höjd beredskap samt i enlighet med den tjänstgöring som är avtalad i hennes eller hans tjänstgöringsplan. Försvarsmakten upprättar tillsammans med reservofficeren en tjänstgöringsplan som sträcker sig över en tid, vanligen inte längre än för en åttaårsperiod. En reservofficer är också skyldig att tjänstgöra när värnpliktiga efter regeringsbeslut med värnplikt ska fullgöra beredskapstjänstgöring.
Utöver sin skyldighet att stå till förfogande kan reservofficeren komma överens med Försvarsmakten om kortare eller längre tjänstgöringar utöver sin tjänstgöringsplan; detta sker i en tillkommande tidsbegränsad anställning för ett särskilt syfte och i regel inte kopplat till reservofficerens krigsuppgifter.
Om en reservofficer är krigsplacerad kan hon eller han åläggas allmän tjänsteplikt om regeringen beslutar om skärpt eller höjd beredskap. Denna krigsplacering har ingenting med värnplikten att göra utan innebär att reservofficeren kommer att tjänstgöra under allmän tjänsteplikt. Den allmänna tjänsteplikten är en del av totalförsvarsplikten.
Efter tjänstgöring och vidareutbildning kan en reservofficer utnämnas till högre tjänstegrader.  

### Officerare i reserven
Den högsta utbildningen som särskilt anordnas för reservofficerare är Försvarshögskolans taktiska stabskurs (FHS TSK), vilken i regel följs av befordran till major eller örlogskapten. Utnämningar till överstelöjtnant eller kommendörkapten och högre tjänstegrader förekommer i begränsad omfattning inom Högkvarteret. Fyra reservofficerare har under sin reservofficersanställning under 2000-talet befordrats till tjänstegraderna överste eller kommendör. Därutöver finns det några dussin som blivit överstelöjtnanter eller kommendörkaptener.

### Specialistofficerare i reserven
För specialistofficerare i reserven finns det just nu (december 2017) ingen vidareutbildning; det innebär att en fanjunkare i reserven kan befordras till förvaltare i reserven utan att genomgå någon särskild utbildning. 

## Historisk bakgrund
I Sverige har reservofficerare funnits sedan 1887. De första reservofficerarna var sjökaptener från handelssjöfarten som, efter utbildning i örlogsflottan, blev engagerade som sjöofficerare i reserven. Denna utbildningsväg fanns kvar till slutet av 1990-talet under benämningen Linje A. Under senare år tjänstgjorde denna grupp framförallt på isbrytare och sjömätningsfartyg, vilka tidigare bemannades av svenska marinen.
Under andra världskriget, då flottans neutralitetsvakt krävde ett stort antal tjänstgörande sjöofficerare, inrättades Linje B, till vilken reservofficersaspiranter som saknade nautisk behörighet antogs.
Efter hand växte det fram reservofficerssystem även inom kustartilleriet, inom armén och inom flygvapnet. Under "kalla kriget" var huvuddelen av chefer inom krigsförbanden på plutons- och kompaninivå reservofficerare.